# 11456 Cotto-Figueroa
11456 Cotto-Figueroa è un asteroide della fascia principale. Scoperto nel 1981, presenta un'orbita caratterizzata da un semiasse maggiore pari a 3,0665824 UA e da un'eccentricità di 0,0827211, inclinata di 2,89137° rispetto all'eclittica.